# 亀井淳 (声優)
亀井 淳（かめい じゅん、5月31日 - ）は、日本の男性声優。千葉県出身。
以前はホーリーピークに所属していた。

## 出演作品
太字はメインキャラクター。

### テレビアニメ
- スクールランブル 二学期（学生A）

### OVA
- いつだってMyサンタ!（参太）
- 薄桜鬼 雪華録（男）